# Покровская церковь (Верходворье)

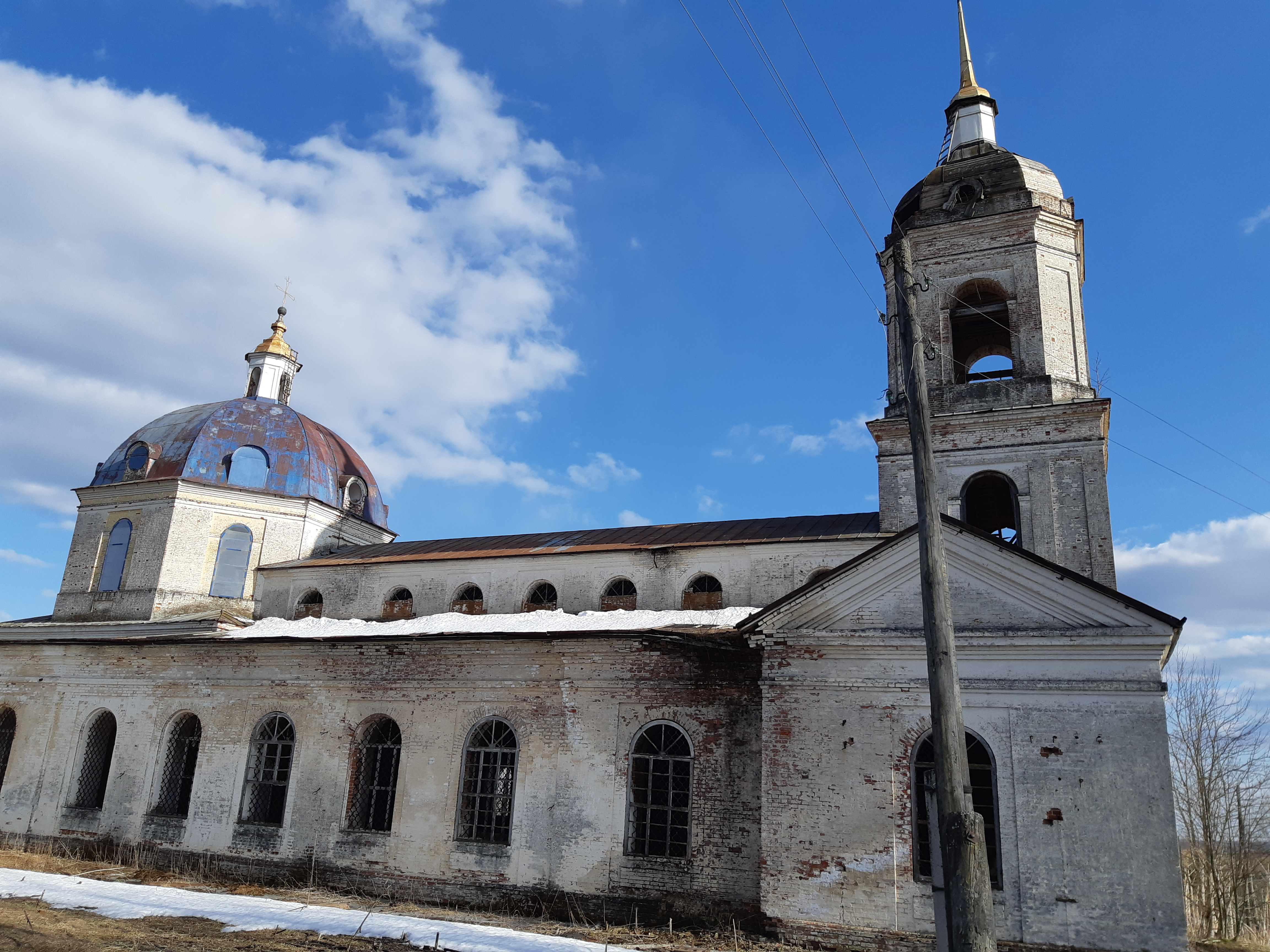
Церковь Покрова Пресвятой Богородицы в Верходворье. 2019.

Церковь Покрова Пресвятой Богородицы в селе Верходворье — православный храм 2-е Вятское благочиние Вятской епархии Русской православной церкви. Построена вместо ветхой деревянной холодной Алексеевской церкви. Официальной датой постройки церкви считается 4 октября 1828 года.

## История

### Деревянная церковь во имя Покрова Пресвятой Богородицы
Приход открыт в 1684 году в бывшем Верховском Спасо-Преображенском приходе — «с построением церкви при деревне Верхнедворская».
Первая церковь возведена по храмозданной грамоте Преосвященного Ионы архиерея Вятского и Великопермского — во имя Покрова Пресвятой Богородицы.
В 1768 году имелась Покровская церковь. Она в это время так обветшала, что «служения Божии совершались с немалою нуждою».
Согласно просьбе прихожан указом Вятской консистории от 14 марта 1768 года № 432 позволено «перевезти из села Верховского стоящую праздно холодную Архангельскую церковь», которая была перевезена и по построении освящена 30 сентября 1771 года во имя Покрова Пресвятой Богородицы.
Старую церковь разрешено разобрать.

### Строительство каменной церкви
2 марта 1820 г. выдана храмозданная грамота № 668 на «построение вместо ветхой деревянной Покровской церкви каменной церкви».
В 1828 году возведена теплая каменная церковь, и 4 октября этого года освящен в ней правый престол — в честь святого Пророка и Предтечи Иоанна. 30 сентября 1841 г. освящен левый престол — во имя Святого Пророка Ильи. Холодная церковь освящена в 1853 г. — во имя Покрова Пресвятой Богородицы.
Старая деревянная церковь в 1837 г. перевезена в село Белозерское.
Была закрыта в 1967 г. длительное время служила складом удобрений и химикатов. В настоящее время заброшена.

### Послереволюционный период
Декретом СНК РСФСР от 23.01.1918 года Церковь была отделена от государства.
В 1919 году решением совета народного хозяйства из церкви были конфискованы все серебряные, включая позолоченные изделия. Затем и саму церковь закрыли. Продолжительное время церковь не действовала. Здание было частично разрушено.

### Восстановление церкви
C 2010 года в церкви идут реставрационные работы на малые средства прихожан и энтузиастов.
Временно назначен Священнослужитель. Периодически проводятся богослужения.

## Описание
.

## Документы
2 марта 1820 года выдана храмозданная грамота № 668 на «построение вместо ветхой деревянной Покровской церкви каменной церкви».
В соответствие с Указом Президента Российской Федерации от 20 февраля 1995 года N 176 «Об утверждении Перечня объектов исторического и культурного наследия федерального (общероссийского) значения» Покровская церковь 1771 года в селе Верходворье Юрьянского района Кировской области отнесена к объектам исторического и культурного наследия как памятник градостроительства и архитектуры.

## Причт по штату
Покровская церковь каменная, построена в 1827 г. расстоянием от г. Вятки в 75 верстах, от уездного города в 75 верстах, от благочинного в 13 верстах. Часовня Олюкская, деревянная, построена в 1887 г. Причта по штату положено: 2 священиика, 1 диакон, 1 псаломщик; квартиры для причта казенные. Земли: усадебной 3 десятины, пахотной и сенокосной 33 десятины, земля не вся удобна. Братский денежный доход: священника от 450—500 руб., диакона 300—325 руб., псаломщика 150—170 руб. Руги собирается на весь причт до 50 пуд. ржи и 120 пуд. овса. Прихожан: православных русских 3218 муж. пола, 3307 жен. пола, приход состоит из 52 селений, расстоянием до 35 верст.
Село расположено на возвышенном месте, в двух верстах протекает река Великая, окруженная лесом. В селе две школы: церковно-приходская женская и мужская земская; в приходе три земские школы смешанные, отстоящие от села в 6-15 верстах. Прихожане занимаются земледелием, а в весеннее время сплавляют лес и ходят на заработки в отдаленные местности.

## Духовенство
- Лютин, Антоний Иулианович, с 1840 по 1879 годы священник Покровской церкви села Верходворье Орловского уезда, потомственный священнослужитель. Родился Антоний Иулианович в 1818 году в селе Воскресенское Орловского уезда Вятской губернии, в семье дьячка Лютина Иулиана Петровича. Получил духовное образование в Вятской духовной семинарии. Сразу после окончания учебного заведения в 1840 году, в возрасте 22 лет Антоний был посвящен в дьякона, а 25 ноября 1840 года произведен в священники в село Верходворье Орловского уезда Вятской губернии, где и прожил всю жизнь. Здесь он сочетался браком с Александрой Александровной, дьяконской дочерью. Здесь родились и выросли его девять детей. Священник Антоний Иулианович служил церкви верой и правдой, за что имел награды. В память войны 1853—1856 гг. отец Антоний был торжественно удостоен ношения бронзового наперсного креста «В память войны 1853—1856» на Владимирской ленте за сбор добровольных пожертвований по приходу для нужд действующей армии и раненых солдат. 19 ноября 1861 года за похвальное и усердное служение на пользу святой церкви и прохождение должности настоятеля церкви отец Антоний был награждён набедренником. 12 апреля 1875 года за благочестное служение на пользу церкви и отлично-ревностное прохождение возложенных на него обязанностей отец Антоний всемилостивейше пожалован фиолетовой скуфьей. Впоследствии всемилостивейше пожалован бархатной камилавкой. Лютин Антоний Иулианович, священник и настоятель Покровской церкви, умер 25 июня 1879 года, в возрасте 61 года[3].

## Архитектура
Холодный храм построен в виде квадрата; вышина его 12 саж., длина и ширина по 4 саж. Своды стрельчатые и полукруглые.
Алтарь сходится полукружием, своды в нём полукруглые.
Теплая церковь во имя св. Алексия человека Божия того же плана, имеет в вышину 3 1/2 саж., шириной и длиной по 6 саж.
Стены выложены из тяжеловесного (18 ф.) кирпича, средина их засыпана бутом.